# Afrika Korps (jeu vidéo)
Afrika Korps est un jeu vidéo de type wargame créé par Ken Wright et Andrew Prime et publié par Impressions Games en 1991 sur Amiga. Le jeu se déroule pendant la Seconde Guerre mondiale et retrace la campagne d’Afrique du Nord  qui oppose les Allemands et les Britanniques en Tunisie, en Égypte et en Libye. Le jeu fait suite à Blitzkrieg May 1940, développé par les mêmes auteurs et publié en 1990. Il se déroule au tour par tour, chaque tour étant divisé en une phase d’ordre et une phase de combat, sur une carte pouvant s’afficher à l’échelle stratégique ou à une échelle plus réduite. Le joueur donne ses ordres à ses unités avec la souris. Il peut notamment définir, pendant la phase de mouvement, s’il souhaite les voir adopter une position défensive ou une formation offensive. Le jeu propose trois niveaux de difficulté.

## Trame
Afrika Korps se déroule pendant la Seconde Guerre mondiale et retrace la campagne d'Afrique du Nord qui oppose l’Afrika Korps, le corps expéditionnaire allemand commandé par le général Erwin Rommel, et la 8e armée britannique  du maréchal Bernard Montgomery dans le désert en Égypte, en Libye et en Tunisie,.

## Système de jeu
Afrika Korps est un wargame qui simule la campagne d'Afrique du Nord de la Seconde Guerre mondiale. Le joueur peut choisir de commander les Allemands ou les Britanniques et affronte l’ordinateur, qui contrôle le camp adverse. Le jeu se déroule sur une carte, que le joueur peut faire défiler et qui est divisé en cases carrés. La carte peut être visualisée suivant deux échelles : une échelle stratégique, qui donne un aperçu de l’ensemble du champ de bataille avec les principales concentrations de troupes, et une échelle tactique où le joueur interagit avec ses unités à l’aide de la souris. Ces unités sont représentées par une icône, représentant leur composition, associée à un code couleur, qui indique leur formation. Le jeu se déroule au tour par tour, chaque tour étant divisé en une phase de mouvement et une phase de combat pour chaque camp. Lors de la première, le joueur peut notamment ordonner à ses unités de se mettre en position défensive ou au contraire d’adopter une formation d’attaque.

## Accueil
| Afrika Korps |      |       |
| Média        | Pays | Notes |
| Amiga Action | RU   | 68 %  |
| Amiga Format | RU   | 64 %  |
| Amiga Power  | RU   | 40%   |